# Chromodynamique quantique sur réseau
La chromodynamique quantique sur réseau est une approche non-perturbative de la chromodynamique quantique (QCD) qui se base sur une discrétisation de l'espace-temps. C'est une théorie de jauge sur réseau formulée sur une grille ou réseau de points dans l'espace et le temps. Lorsqu'on fait tendre la taille du réseau vers l'infini et la maille du réseau vers zéro, on retrouve le continuum de la QCD.
Il est difficile, voire impossible de trouver des solutions analytiques ou perturbatives de la QCD à basses énergies, de par la nature hautement non-linéaire de la force forte. La formulation de la QCD dans un espace-temps discret au lieu d'un espace-temps continu introduit naturellement un cut-off d'ordre 1/a qui régularise la théorie, où a est la maille du réseau. Comme conséquence, la QCD sur réseau est mathématiquement bien définie. Plus important, la QCD sur réseau fournit un cadre pour étudier des phénomènes non-perturbatifs comme le confinement ou la formation du plasma quark-gluon, qui sont insolubles analytiquement avec la théorie des champs.
En QCD sur réseau, les champs représentant les quarks sont définis au niveau des sommets et les champs de jauge (gluons) sont définis au niveau des arêtes. Cette approximation se rapproche du continuum de la QCD lorsque l'espacement entre les sommets du réseau tend vers zéro. Comme le coût en calcul des simulations numériques peut augmenter drastiquement lorsque la maille du réseau diminue, les résultats sont souvent extrapolés vers a = 0 par calculs répétés pour différents a suffisamment grands pour être calculables.
Les calculs numériques de la QCD sur réseau utilisent des méthodes de Monte-Carlo et peuvent être très lourds en termes de calculs, nécessitant l'utilisation des superordinateurs les plus puissants. Pour réduire la charge de calculs, les champs de quarks peuvent être traités comme des variables "gelées", non-dynamiques (quenched approximation (en)). Si cette approximation était très utilisée lors des premiers calculs de QCD sur réseau, il est maintenant commun de considérer des fermions "dynamiques". Ces simulations utilisent typiquement des algorithmes basés sur la dynamique moléculaire ou des algorithmes d'ensemble microcanonique,.
Pour l'instant, la QCD sur réseau est principalement applicable à basse densité, lorsque le problème du signe numérique (en) n'interfère pas avec les calculs. La QCD sur réseau prédit que des quarks confinés sont libérés dans un plasma quark-gluon pour des énergies de l'ordre de 150 MeV .
Diverses expériences ont déjà validé la QCD sur réseau. Par exemple, la masse du proton a été déterminée théoriquement avec une erreur de moins de 2% .